# Phyllophorus ordinatus
Phyllophorus ordinatus is een zeekomkommer uit de familie Phyllophoridae.
De wetenschappelijke naam van de soort werd in 1935 gepubliceerd door F.Y. Chang.